# Tóth Edu
Tóth Eduárd, becenevén Tóth Edu (Miskolc, 1982) magyar humorista és szerző, a Dumaszínház fellépője.

## Pályafutása
Pécsett nőtt fel. A Budapesti Metropolitan Egyetemen diplomázott kereskedelem és marketing szakon. 2010 óta tagja a Dumaszínháznak, 2011 óta lép fel a Showder Klubban, 2016 óta pedig a Rádiókabaré előadója. Gyakran lép fel Bödőcs Tibor oldalán.
Szerzőként 2009-ben jelent meg Abszolult szerda, 2019-ben pedig Kutatás az ébrenlétben című könyve.